# إغاثة إضافية
في القانون الإنجليزي، يتم وصف طلب الحصول على مساعدات مالية بعد تقديم التماس بالطلاق أو البطلان أو الفصل القضائي على أنه إغاثة إضافية. وقد ظهر هذا المصطلح لأن الطلب المالي يكون «إضافيًا» للالتماس.

## الشرح
تم اشتقاق صلاحيات المحاكم بشكل كبير من قانون القضايا الزوجية لعام 1973، وعلى وجه الخصوص القسم 25(2) الذي يوضح قائمة الفحص التشريعية للعوامل التي يجب أن يتم وضعها في الاعتبار. ويمكن أن تطلب المحكمة مدفوعات إجمالية أو أوامر تعديل ممتلكات (على سبيل المثال، طلب نقل ملكية الممتلكات إلى الزوج أو الزوجة) أو مدفوعات دورية (يطلق عليها اسم «الإعالة») و (من عام 2000) أوامر مشاركة المعاشات.
ويمكن أن يتم إعطاء أوامر الإعالة بالقيمة الاسمية أو المحددة. وتعمل الأوامر الاسمية على أساس أنه إذا لم تقم المحكمة بتقديم أي أوامر للإعالة (والتي يطلق عليها اسم «المدفوعات الدورية») في وقت الأمر المالي، فإنه لا يمكن أن تأتي بعد ذلك وتقدم طلبًا من هذا النوع. وفي المقابل، إذا قامت بتقديم طلب، يمكن أن تقوم بتعديله بعد ذلك. ولهذا السبب يعرف أمر المدفوعات الدورية بمعدل 5 بنسات في العام (الأمر الاسمي المعتاد) باسم الأمر الاسمي، حيث إنه يعطي للمتلقي الحق في العودة وتقديم طلب بالحصول على مبلغ شهري دائم في وقت لاحق.
وبعد تعديل عام 1984، فإن المحكمة ملتزمة بالتفكير فيما إذا كان من الضروري إنهاء العلاقة المالية بين الطرفين أم لا («الانفصال التام»).

## الأحكام القانونية
القضايا الرئيسية الآن هي قرارات مجلس اللوردات في قضية 'وايت ضد وايت 2001 1 A.C. 596 وميلر / ماكفارلين.